# Cité de La Bombe
 (octobre 2016).
La cité de la Bombe est située au sud de la gare Saint-Jean à Bordeaux. 

## Situation et accès
Elle est également connue sous le nom de Domaine ou Résidence de La Bombe ou encore de Groupe Georges Picot . 
Il s'agit un ensemble de bâtiments édifié dans le cadre du plan du groupe Georges Picot de 1897 , pour loger les cheminots de la Compagnie des Chemins de Fer du Midi.

## Origine du nom
Elle tire son nom du lieu-dit de La Bombe, terrain utilisé pour le dégazage des chaudières de locomotive à vapeur, opération de maintenance bruyante qui causait une détonation. 

## Historique
Construite dans l'esprit des cités ouvrières, elle est composée de 61 logements qui ont fait, en 2016, l'objet d'une rénovation, sur décision d'ICF Habitat Atlantique, filiale de la SNCF qui gère, entretient et bâtit son parc de logement. 
La cité s'est développée en plusieurs opérations successives autour d'une place triangulaire. La première opération, en 1913, est l'œuvre de Robert Touzin. Sa façade, sur la rue de Bègles, mime les maisons à étage environnantes. 
Une alternance de façades lisses et de refends, percés de travées sommées de frontons triangulaires ou curvilignes offre une variété à l'ensemble.
La seconde opération, entre-deux-guerres, a englobé et agrandi la première aboutissant à un ensemble d'une soixantaine de logements, conservant le style de maisons à un étage, décorées chacune d'un cabochon de faïence,.
La troisième opération, menée dans les années 1950, a étendu la résidence le long de la rue Léon Aucoc, ajoutant douze maisons jumelées, sur le modèle des pavillons individuels alors en vogue.
Après délibération du 18 décembre 2000 de la Mairie de Bordeaux, la place triangulaire au cœur de la cité a été dénommée Place Renée Seilhean.